# Lasius citrinus
Lasius citrinus (лат.) — вид небольших муравьев из рода Lasius подсемейства Formicinae. Является временным социальным паразитом других лазиусов, в частности, Lasius brunneus и Lasius niger. Транспалеарктический вид.

## Распространение
Палеарктика. Австрия, Белоруссия, Бельгия, Болгария, Чехия, Корейский полуостров, Италия, Франция, Грузия, Греция, Венгрия, Центральная Европа, Восточная Европа, Россия, Азербайджан

## Биология
Теплолюбивый вид. Населяет солнечные опушки лиственных лесов, предпочитая гнездиться в почве или трухлявых пнях. Самки-основательницы внедряются в семью муравьев Lasius brunneus или Lasius niger, убивают яйцекладущую самку и используют рабочих вида-хозяина для развития собственной семьи.

## Описание
Мелкие жёлтые муравьи. Размер рабочих не превышает 5 мм (обычно 3,5 — 5 мм). Рабочие мономорфны, слегка блестящие, от Lasius carniolicus отличаются коротким эпинотумом и строением чешуйки, а от Lasius umbratus — хетотаксией (отсутствие отстоящих волосков на щеках). На брюшке отстоящие волоски имеются по всей поверхности тергитов, нормальной длины (в отличие от Lasius mixtus и L. bicornis). Самки отличаются от L. umbratus лишь хетотаксией и строением чешуйки, буроватые, брюшко снизу часто бывает светлым. Длина тела варьирует в пределах 6,5 — 7,5 мм. Самцы черно-бурые, 3,5 — 4 мм в длину.

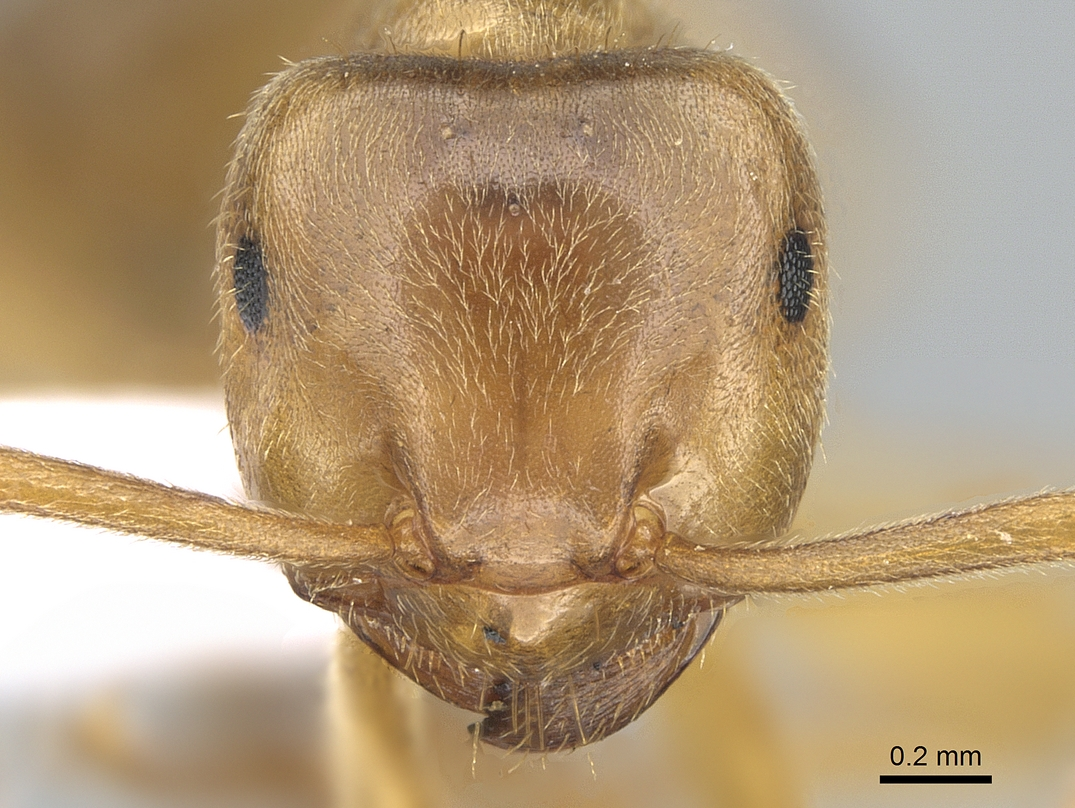
Голова рабочего Lasius citrinus

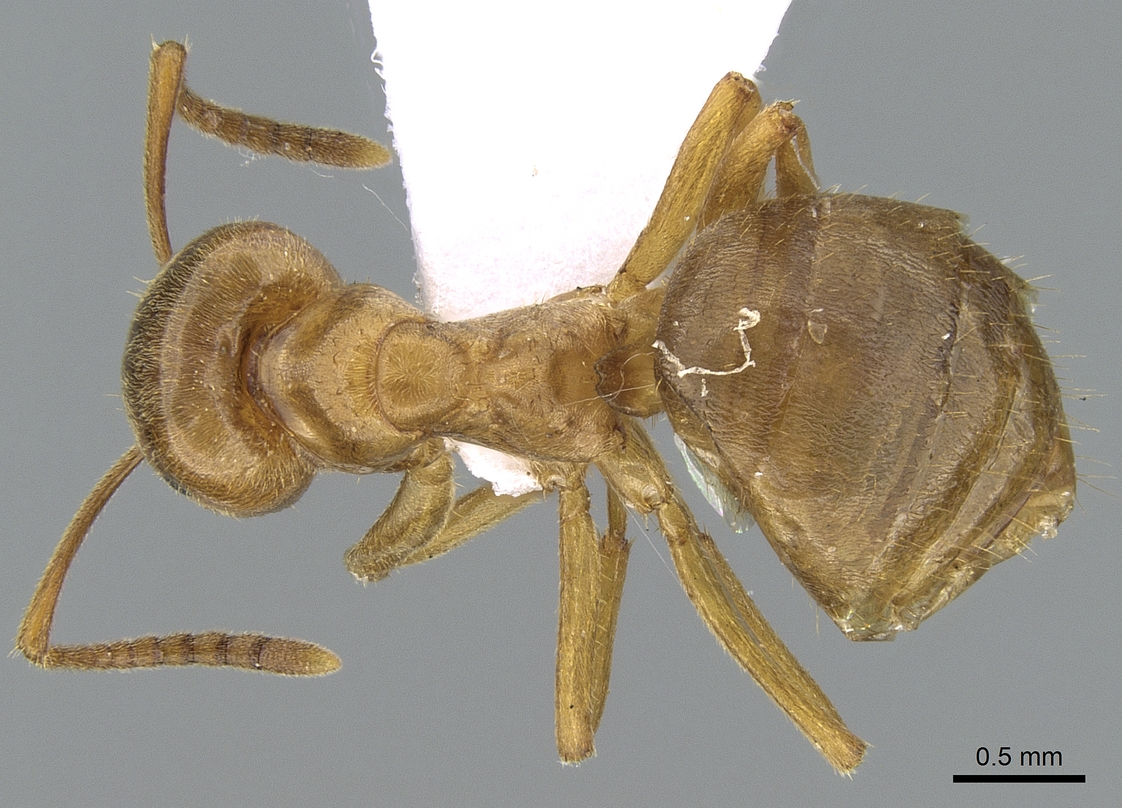
Рабочий Lasius citrinus сверху

## Таксономия
Вид имеет длинную и сложную таксономическую историю. Впервые он был описан в 1852 году под названием Formica affinis Schenck, 1852. Затем несколько раз менял свои статус и систематическое положение: Lasius (с 1861 года); Formicina (с 1916 года); Acanthomyops (с 1925 года); снова Lasius (с уточнением Chthonolasius, 1925). Lasius affinis также рассматривался младшим синонимом других видов (bicornis, umbratus) или их подвидом, а с 1963 года большинство авторов считали его отдельным видом. В 1922 году Карл Эмери выяснил, что в составе рода Formica уже имеется таксон со сходным названием Formica affinis Leach, 1825 и поэтому для замены первичного омонима предложил новое замещающее имя Lasius citrinus Emery, 1922 на основе старейшего валидного названия Lasius bicornis var. citrina  Emery, 1922. Позднее он рассматривался синонимом umbratus. В 1990 году таксон получил видовой статус Lasius citrinus.